# Марк Гойзінга
Марк Гойзінга  (нід. Mark Huizinga, 10 вересня 1973) — нідерландський дзюдоїст, олімпійський чемпіон.

## Виступи на Олімпіадах
| Олімпіада    | Дисципліна               | Місце |
| ------------ | ------------------------ | ----- |
| Атланта 1996 | дзюдо, середня категорія | 3T    |
| Сідней 2000  | дзюдо, середня категорія | 1     |
| Афіни 2004   | дзюдо, середня категорія | 3T    |
| Пекін 2008   | дзюдо, середня категорія | 15T   |